# Bermejo (rivier)
De Bermejo is een rivier in Zuid-Amerika met een lengte van 1450 km.
Hij ontspringt in het Boliviaanse Andes-berggebied Cordillera Real, steekt daar de Boliviaans-Argentijnse grens over en mondt uit in de rivier de Paraguay, vlak voor deze op zijn beurt samenvloeit met de Paraná. In Argentinië vormt de rivier de grens tussen de provincies Formosa en Chaco.
- Library of Congress Control Number: sh96001913
- Nationale Bibliotheek van Israël: 987007541911205171
- Virtual International Authority File: 316734573